# Banderuola

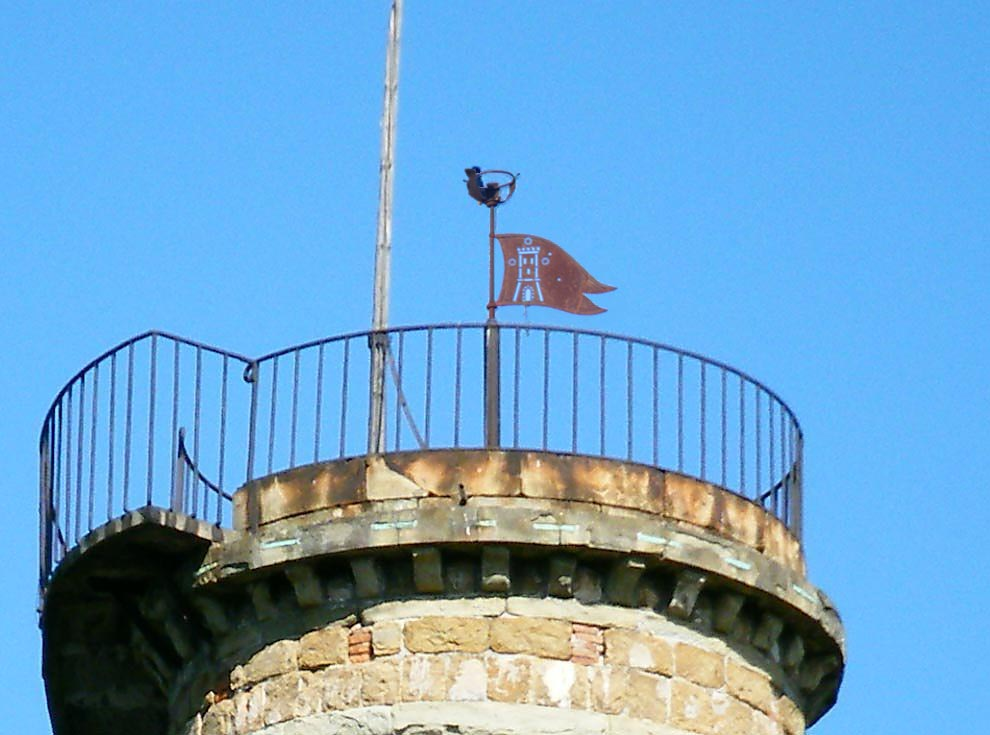
Banderuola sulla sommità del torrino Torrigiani a Firenze

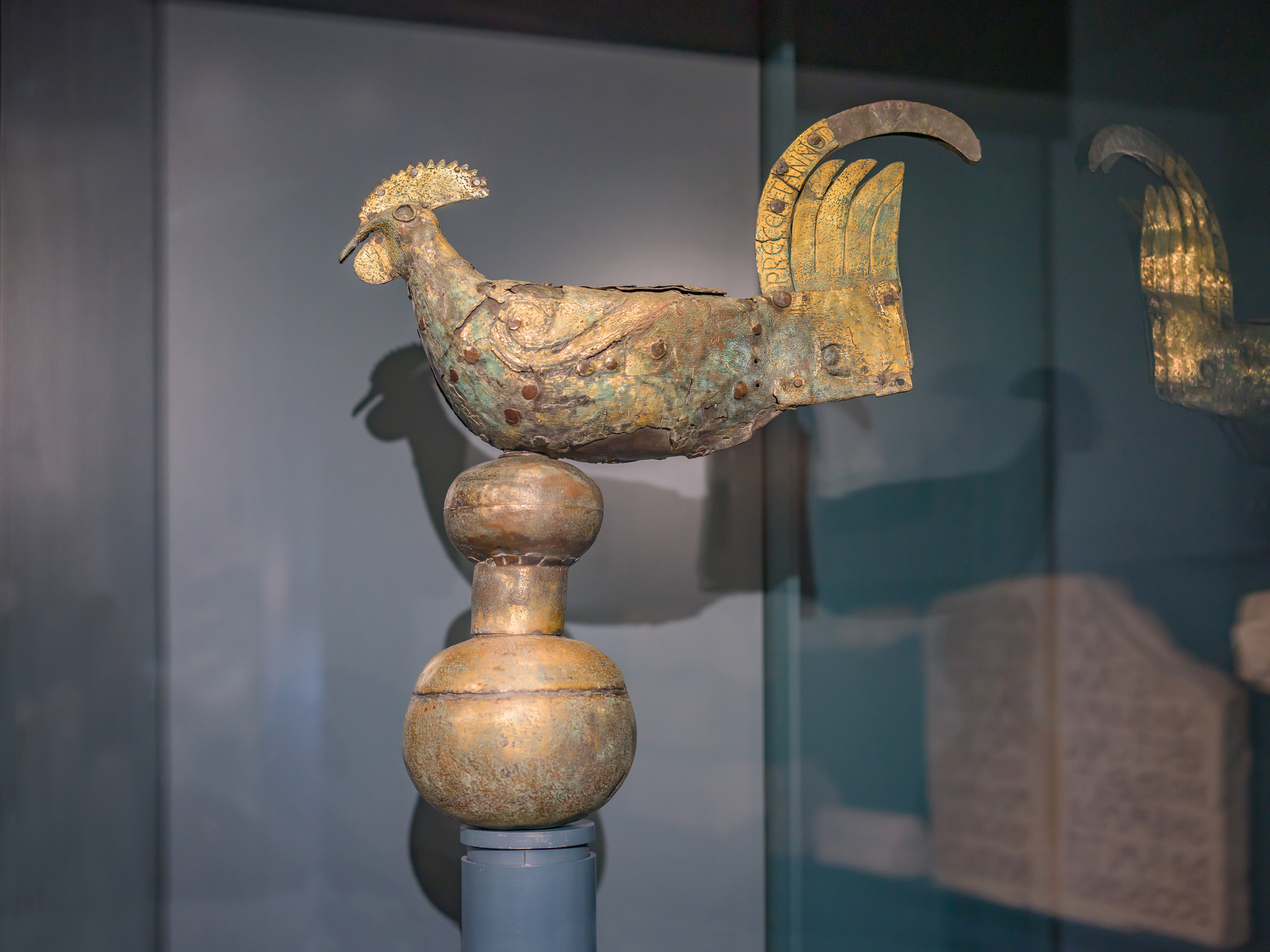
Il Gallo di Ramperto, Museo di Santa Giulia a Brescia

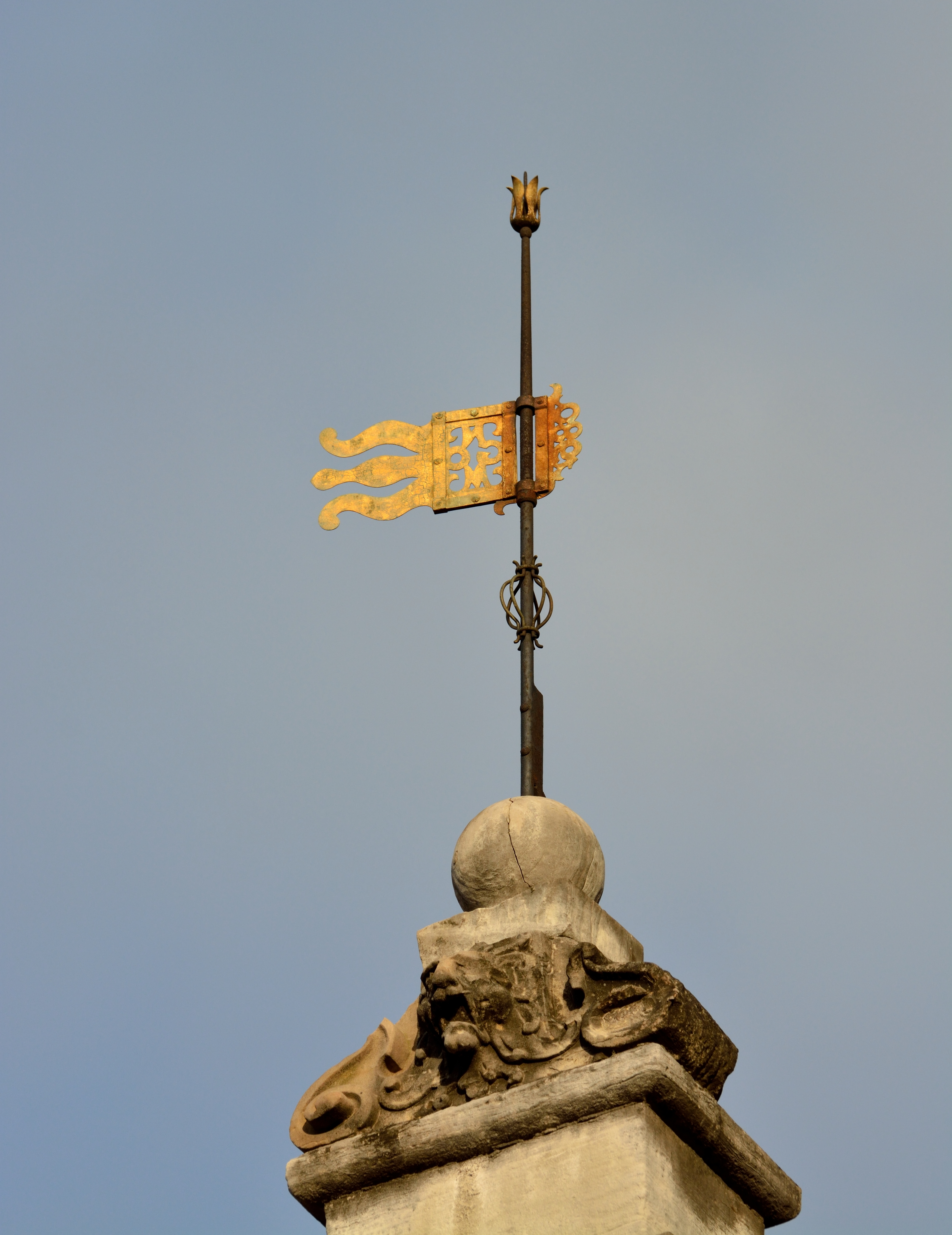

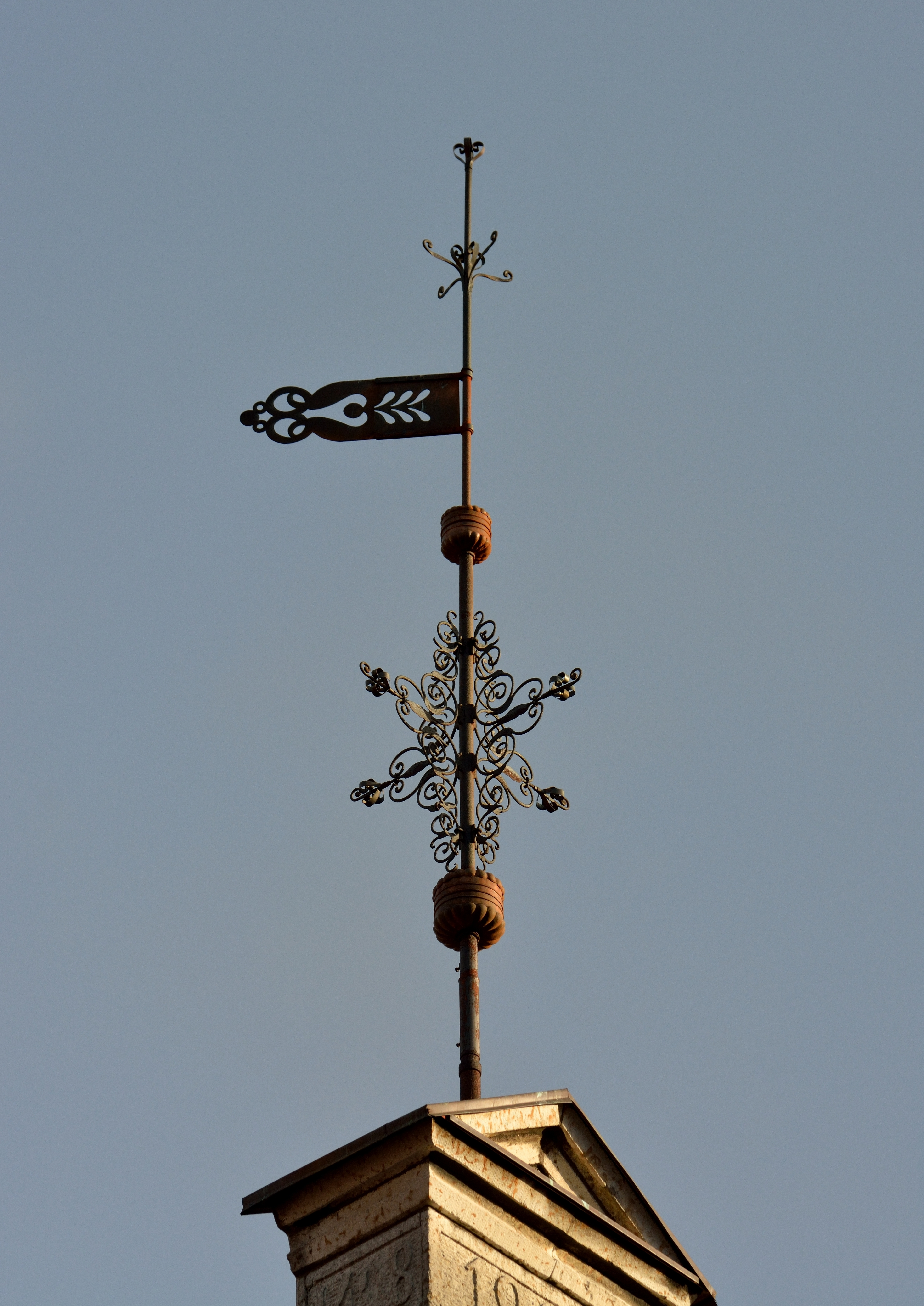

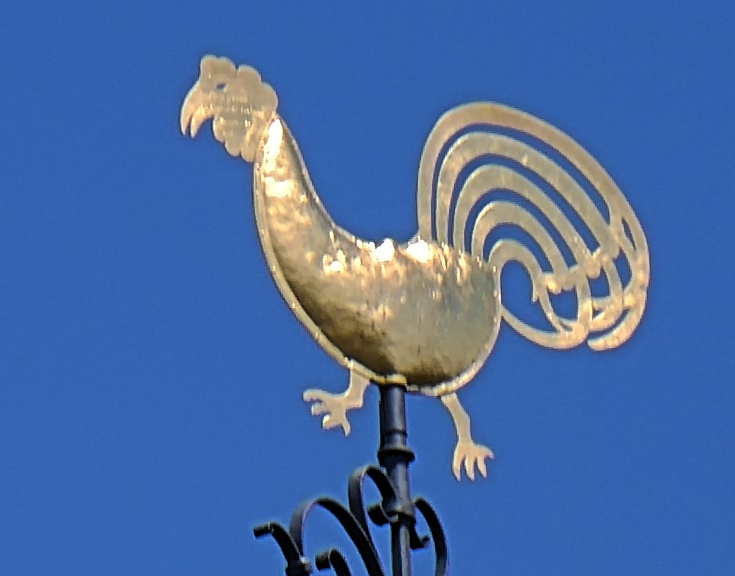
Basilica di San Paolino a Treviri

La banderuola, o segnavento, è un tipo di anemoscopio cioè uno strumento che serve ad indicare la presenza e la direzione del vento. 

## Storia
La più antica banderuola della storia di cui si ha traccia scritta senza dubbio fu quella del 48 a.C. posizionata sulla Torre dei Venti ad Atene, riproducente un tritone.
Nel IX secolo il papa Niccolò I fece nascere la tradizione di collocare sul campanile di ogni chiesa cristiana una banderuola segnavento a forma di gallo, chiaro riferimento al Vangelo di Marco in merito al tradimento del discepolo Pietro: «In verità ti dico: proprio tu oggi, prima che il gallo canti due volte, tu mi rinnegherai tre volte». 
Ben presto le banderuole diventarono simbolo di distinzione di potere e di comando, tale per cui l'installazione veniva regolamentata da una serie di editti e solamente gli edifici più prestigiosi appartenenti ad un certo rango potevano fregiarsene. 
All'epoca dei Comuni venne consentito l'uso di segnavento anche alla più ricca borghesia mercantile e quindi presto diventarono emblema di appartenenza ad uno status sociale elevato.
Durante il Rinascimento l'iconografia si arricchisce di animali anche fantastici come grifoni e chimere.
Solo nel Seicento i grandi proprietari terrieri di origine non nobile si ribellarono alla proibizione di installazione banderuole: esse erano infatti fondamentali per la sopravvivenza al fine di poter trarre attraverso la direzione del vento delle sommarie previsioni del tempo, pur essendo ancora vietate con pene alquanto severe per chi non rispettava tale divieti. 
Ma occorre attendere il Settecento per poter trovare leggi più permissive sull'installazione dei segnaventi, anche se mancò sempre una corporazione specifica per la costruzione di questi oggetti, per cui si cimentarono fabbri, stagnari, artisti, falegnami con vari risultati.
Il più antico segnavento tuttora esistente, con 1200 anni, è il famoso Gallo di Ramperto, banderuola in lamina di rame originariamente dorata e argentata, con gemme, posta nell'820 per volere del Vescovo Ramperto sul campanile romanico della chiesa dei Santi Faustino e Giovita a Brescia.
Oggi le banderuole pur mantenendo il loro aspetto prettamente decorativo, sono cadute in disuso per la diffusione ovunque di moderne stazioni meteorologiche che comunicano con maggiore precisione i vari dati climatici per radio, televisione e sul web.

## Struttura e funzionamento
È costituita da un'insegna metallica girevole di varie forme e dimensioni posta solitamente sulla sommità degli edifici. La spinta del vento ne determina la rotazione: se ad esempio è colpita dalla Tramontana, vento che soffia dal Nord, essa si girerà verso il Sud. Nell'immagine a fianco (quella del torrino Torrigiani) è allora evidente che, mentre è stata scattata la fotografia, il vento soffiava da sinistra.
Spesso, come si nota ancora nell'immagine, su di esse erano raffigurati stemmi, insegne o altri emblemi. Le banderuole stesse potevano avere forme diverse da bandiere: ad esempio animali (galli, leoni, grifoni e così via).

## Nel linguaggio comune
Proprio per la sua caratteristica di girare a seconda della direzione del vento, il termine "banderuola" è anche diventato sinonimo di persona volubile, pronta a cambiare opinione con una certa facilità.